# Гаррісон Тауншип (округ Поттер, Пенсільванія)
Гаррісон Тауншип (англ. Harrison Township) — селище (англ. township) в США, в окрузі Поттер штату Пенсільванія. Населення — 1022 особи (2020).

## Демографія
Згідно з переписом 2010 року, у селищі мешкало 1037 осіб у 427 домогосподарствах у складі 305 родин. Було 579 помешкань
Расовий склад населення:
| - 97,3 % — білих - 1,0 % — чорних або афроамериканців - 0,3 % — азіатів - 0,2 % — корінних американців |

До двох чи більше рас належало 1,2 %. Частка іспаномовних становила 1,0 % від усіх жителів.
За віковим діапазоном населення розподілялося таким чином: 21,0 % — особи молодші 18 років, 61,4 % — особи у віці 18—64 років, 17,6 % — особи у віці 65 років та старші. Медіана віку мешканця становила 46,1 року. На 100 осіб жіночої статі у селищі припадало 105,8 чоловіків;  на 100 жінок у віці від 18 років та старших — 103,7 чоловіків також старших 18 років.
Середній дохід на одне домашнє господарство  становив 45 065 доларів США (медіана — 35 000), а середній дохід на одну сім'ю — 51 394 долари (медіана — 38 913). Медіана доходів становила 38 438 доларів для чоловіків та 25 132 долари для жінок. За межею бідності перебувало 19,7 % осіб, у тому числі 26,0 % дітей у віці до 18 років та 8,7 % осіб у віці 65 років та старших.
Цивільне працевлаштоване населення становило 476 осіб. Основні галузі зайнятості: виробництво — 30,7 %, транспорт — 10,5 %, освіта, охорона здоров'я та соціальна допомога — 10,3 %.